# The Never-Ending Why
Singles de Placebo
For what it's Worth Ashtray Heart
The Never-Ending Why est une chanson du groupe de rock Placebo. Il s'agit de la huitième piste et du second single officiel de l'album Battle for the Sun exclusif au marché du Royaume-Uni et de la Norvège, sorti le 14 septembre 2009. Dans le reste du monde, c'est Ashtray Heart qui fait office de second single.
Musique par Brian Molko et paroles par Stefan Olsdal, The Never-Ending Why est une chanson Bouddhiste, comme l'a souvent précisé Brian Molko sur scène, et c'est « une chanson très spirituelle. Sa philosophie est orientale en quelque sorte. Elle aborde les questions auxquelles nous ne trouverons jamais de réponses. Toute personne qui se questionne sur le sens de la vie se verra confronté à un mur et il faut accepter qu'il n'y ait pas de réponse et essayer de tirer le meilleur du présent. »

## Liste des titres du single
- Liste des titres du 45 tours 7"
  1. The Never-ending Why
  2. Hardly Wait (reprise de PJ Harvey)
- Liste du téléchargement numérique iTunes
  1. The Never-ending Why
  2. Hardly Wait (reprise de PJ Harvey)
  3. For What It’s Worth (Mistabishi Remix)
  4. The Never-Ending Why (video)